# Villingendorf
Villingendorf är en kommun och ort i Landkreis Rottweil i regionen Schwarzwald-Baar-Heuberg i Regierungsbezirk Freiburg i förbundslandet Baden-Württemberg i Tyskland.
Kommunen ingår i kommunalförbundet Villingendorf tillsammans med kommunen Bösingen.